# Oporinia viridipurpurescens
Oporinia viridipurpurescens är en fjärilsart som beskrevs av Louis Beethoven Prout 1937. Oporinia viridipurpurescens ingår i släktet Oporinia och familjen mätare. Inga underarter finns listade i Catalogue of Life.